# لبه شب
لبه شب (انگلیسی: The Edge of Night) مجموعهٔ تلویزیونی و سریال آبکی درام جنایی و معمایی آمریکایی است که توسط ایروینگ وندیگ ساخته شده و توسط پروکتر اند گمبل تولید شده است.
این مجموعه در ۲ آوریل ۱۹۵۶ از شبکه سی‌بی‌اس پخش شد. سپس این سریال به ای‌بی‌سی منتقل و از ۱ دسامبر ۱۹۷۵ تا ۲۸ دسامبر ۱۹۸۴ پخش شد. ۷٫۴۲۰ قسمت تولید شد که ۱٫۸۰۰ قسمت آن برای هم‌نشری در سایر ایستگاه‌های تلویزیونی در دسترس هستند.